# حزب لیبرال دموکرات ارمنی
حزب لیبرال دموکرات ارمنی (ارمنی: Ռամկավար Ազատական Կուսակցութիւն; انگلیسی: Armenian Democratic Liberal Party) یکی از احزاب سیاسی در جمهوری ارمنستان است که در سال ۱۹۲۱ میلادی در شهر ایروان توسط Mike Kharabian بنیاد نهاده شد.